# Freimaurertempel (Alexandria)

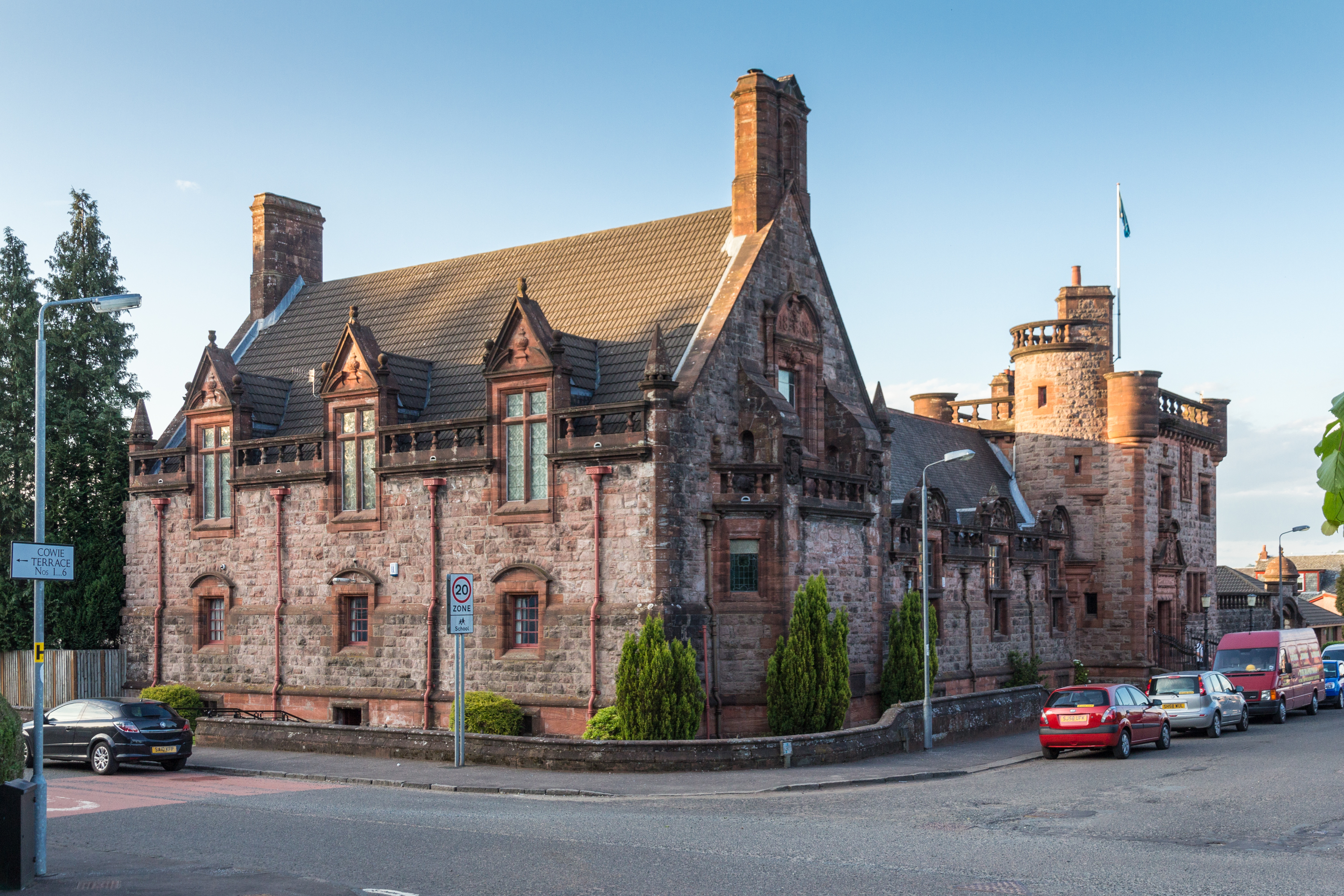
Freimaurertempel in Alexandria

Der Freimaurertempel von Alexandria, ehemals Ewing Gilmour Institute for Working Girls, ist ein Freimaurertempel in der schottischen Stadt Alexandria in West Dunbartonshire. 1974 wurde das Gebäude in die schottischen Denkmallisten in der höchsten Kategorie A aufgenommen.

## Beschreibung
Der Freimaurertempel von Alexandria liegt im Nordwesten der Stadt an der Kreuzung zwischen Gilmour Street und Smollett Street. Das Gebäude wurde im Jahre 1888 als Ewing Gilmour Institute for Working Girls erbaut. Als Architekt zeichnet John Archibald Campbell für die Planung verantwortlich, der einen Entwurf im Stil des Scottish Baronials mit Details aus der Arts-and-Crafts-Bewegung am rückwärtigen Flügel anfertigte. Der Freimaurertempel besteht aus rosafarbenem Sandstein und weist einen L-förmigen Grundriss auf. Alle Gebäudeöffnungen sind mit rotem Sandstein abgesetzt. Die einzelnen Gebäudeteile sind entweder ein- oder zweistöckig. Der Eingangsbereich befindet sich an der Gilmour Street. Ein gesprengter Giebel bekrönt die hölzerne Eingangstüre. Das Obergeschoss schließt mit einer Balustrade auf Kragsteinen und auskragenden Ecktürmchen ab. Am flacheren Gebäudeteil links sind Fenster auf drei vertikalen Achsen angeordnet, die als Lukarnen mit Ziergiebeln gearbeitet sind. Bei den Fenstern im Obergeschoss entlang der Smollett Street handelt es sich ebenfalls um Lukarnen mit verzierter Giebelfläche. Ebenerdig sind Bleiglasfenster eingesetzt. Das Gebäude schließt mit Satteldächern ab, die entweder mit grünen Schieferschindeln oder modernen Ziegeln eingedeckt sind.